# Quintus Fabius Maximus Rullianus
Pour les articles homonymes, voir Fabius Maximus.
Quintus Maximus Rullianus Fabius (v.322/290 av. J.-C.) est un consul, dictateur et général romain.
Maître de cavalerie de Lucius Papirius Cursor en 325 et 324 av. J.-C., il profita du séjour de ce dernier à Rome pour, sans ordres, attaquer et anéantir une armée des Samnites à Imbrinium en 325 av. J.-C. S’ensuivit une forte altercation avec Cursor qui demanda sa mise à mort pour désobéissance. Devant les dissensions de l'armée prenant parti pour Fabius, le Sénat temporisa et évita le pire.
Il devint Dictateur romain en 315 av. J.-C. et fut cinq fois consul, en 322, 310, 308, 297 et 295 av. J.-C., et eut un rôle important dans la deuxième guerre samnite.
En 310 av. J.-C., il battit les Étrusques alliés des Samnites à la bataille du Lac Vadimon.
Quinze ans plus tard, à la bataille de Sentinum (aujourd'hui Sassoferrato, en Italie), Fabius remporta une victoire décisive sur une armée composée de Samnites, de Gaulois, précipitant ainsi la fin à la Troisième guerre samnite. Après sa victoire, il triompha une dernière fois et rendit hommage à son collègue Publius Decius Mus décédé durant la bataille. Il se retira en pleine gloire des affaires.
Il est le père de Quintus Fabius Maximus Gurges.